# Пресакан, Клаудия
Клаудия Пресакан (рум. Claudia  Maria Presăcan, род. 28 декабря 1979) — румынская спортивная гимнастка.
На Олимпийских играх 2000 года в Сиднее в составе команды Румынии стала олимпийской чемпионкой (в командном первенстве).
Ранее в командном первенстве три раза становилась чемпионкой мира — в 1994, 1995 и 1997 годах — и чемпионкой Европы в 1998 году. На том же Чемпионате Европы 1998 года завоевала две личные бронзовые медали: в абсолютном первенстве и на брусьях.